# Hanspeter Gschwend
Hanspeter Gschwend (* 28. März 1945 in Biel) ist ein Schweizer Schriftsteller und Radiojournalist.
Er studierte Geschichte und Germanistik in Bern und Wien. Von 1972 bis 1978 war er Sekretär der Planung für eine aargauische Hochschule für Bildungswissenschaften. Bis 2008 war er Redaktor, danach freier Mitarbeiter von Schweizer Radio DRS für Politik, Gesellschaft, Kultur sowie Aktualität der italienischen Schweiz. Seit 2014 konzentriert sich der Verfasser von dramatischen, erzählenden und essayistischen Texten, Sachbüchern und Biographien auf die literarische Arbeit.

## Auszeichnungen
- 1972: Zürcher Radiopreis für Feldgraue Scheiben
- 1979: Hörspielpreis des Kantons Bern
- 1992: Hörspielpreis der Stiftung Radio Basel für Blank
- 1995: Prix Suisse für Code Execute
- 1997: Prix Europa für Der Olympiafähndler als bestes europäisches Hörspiel 1997
- 2000: Preis der Schweizerischen Schillerstiftung (für das gesamte Hörspielschaffen)

## Werke

### Hörspiele
- Essen DRS, SWF 1970
- Feldgraue Scheiben DRS/Zytglogge Verlag Bern, Ex Libris Audiothek 1970, Fernsehfassung DRS 1976
- Im Park DRS 1974
- Joggeli, chasch ou rytte? DRS 1978
- Vom Rauschen der Blätter auf dem Weg zur Quelle und von der Grenze der Liebe, der Angst DRS 1989
- Blank – Ein Hörspiel vom Krieg DRS, RSR [französisch] 1991
- Code-Execute DRS 1994, RSR [französisch] 1995; abgedruckt und CD in: Ach und Och, das Schweizer Hörspielbuch, Zürich 1998
- Das Massiv DRS 1995
- Schwanenweiss DRS 1997
- Der Olympiafähndler DRS, HR, SFB, ORF u. a.; CD Radiokiosk Schweizer Radio DRS 1997
- Rhythmusstörung DRS 1999
- Der Ghostwriter DRS 2001
- Raumpflegestation DRS 2003
- Marmotta, Kurzhörspiel zum Thema Schweiz im Ersten Weltkrieg, DRS und EBU 2014
- Sinn des Lebens – Drei Buchstaben! Gesprochen von Doris Wolters, Hanspeter Müller-Drossaart und Ueli Jäggi. Musik von Lucas Niggli Christoph. Merian Verlag, 2015

### Fernsehspiele
- Stammgäste bei Alfons DRS 1976
- Weihnachten, Szenen für die Telearena DRS 1979
- Motel, 6 Folgen einer Fernsehspielserie DRS 1984

### Theaterarbeiten
- Karl May oder ein Leben am Marterpfahl Werkstatttheater Solothurn 1978
- Alfred Escher oder Es lebe die Republik! Theater für den Kanton Zürich 1979
- Die Revolution ist tot – es lebe der Krieg! Städtebundtheater Biel-Solothurn 1983
- Träume eines anderen Lebens – Sogni di un altra vita (zweisprachig), Freilichttheaterstück Monte Verità Ascona 2016

### Bücher
- Dimitri – Der Clown in mir. Autobiographie mit fremder Feder, Benteli Verlag, Bern 2003, ISBN 3-7165-1318-0
- Echo der Zeit – Weltgeschehen am Radio, Verlag Neue Zürcher Zeitung, Zürich 2005, ISBN 978-3-03823-246-9
- Versammelte Augenblicke – Der Bildhauer Rolf Brem, Benteli Verlag, Bern 2006, ISBN 3-7165-1447-0
- Streik in Bellinzona – ein Kanton revoltiert, Verlag Huber, Frauenfeld 2008, ISBN 978-3-7193-1502-3
- Eisstrahlen, Weihnachtsgeschichten mit Zeichnungen von Schang Hutter, Verlag Huber, Frauenfeld 2009, ISBN 978-3-7193-1529-0
- Dimitri – Die Welt des Clowns, ein Gesamtkunstwerk, Benteli Verlag, Bern 2010, ISBN 978-3-7165-1641-6
- Alice wundert sich, Chronos Verlag, Zürich und Collegium Helveticum, Universität Zürich und ETH Zürich 2011, ISBN 978-3-0340-1093-1
- Schang Hutter, Der Verletzlichkeit Raum geben, Till Schaap Edition, Bern 2014, ISBN 978-3-03828-021-7
- Aufbruch, Die Officina, das Tessin und die Gotthardbahn, NZZ Libro, Zürich  2015, ISBN 978-3-03810-105-5